# Allium rhizomatum
Allium rhizomatum är en amaryllisväxtart som beskrevs av Elmer Ottis Wooton och Paul Carpenter Standley. Allium rhizomatum ingår i släktet lökar, och familjen amaryllisväxter. Inga underarter finns listade i Catalogue of Life.